# Cvijeta Pahljina
Cvijeta Pahljina (Rab, 1943. – 29. prosinca 2021.) bila je hrvatska psihijatrica i utemeljiteljica logoterapeutske metode Viktora Frankla u Hrvatskoj.

## Životopis
Psihijatriju je specijalizirala na Medicinskom fakultetu u Zagrebu te subspecijalizirala logoterapiju kod prof. Elisabeth Lukas u Beču. Radila je u bolnicama u Hrvatskoj i Sloveniji te je vodila vlastitu ambulantu u Celju. Godine 1986. osniva prvu telefonsku liniju za pružanje pomoći osobama u krizi u Sloveniji. Četiri godine kasnije potiče osnivanje Slovenskoga saveza za telefonsku pomoć u krizi, gdje obnaša dužnost predsjednice i delegata u Međunarodnoj federaciji telefona za pomoć u krizi (IFOTES).
Doktorirala je logopedagogiju u 77. godini pod mentorstvom prof. Dubravke Miljković na Pedagoškom fakultetu u Zagrebu.
Majka je šestero djece.

## Povezano
- Tomislav Ivančić

## Vanjske poveznice
Mrežna mjesta
- Bibliografija na WorldCatu
- Upoznajte logoterapiju uz pomoć dr. Cvijete Pahljine: ‘Kriza je prilika, ali i dar’, www.bitno.net, 15. lipnja 2021.